# Athetis restricta
Athetis restricta là một loài bướm đêm trong họ Noctuidae.